# 오성고등학교
오성고등학교(五星高等學校)는 대한민국 대구광역시 수성구 만촌동에 있는 사립 고등학교이다.

## 학교 연혁
- 1952년 11월 1일 : 재단법인 오성학원 설립인가
- 1952년 11월 18일 : 초대 이사장 이주성 선생 취임
- 1953년 12월 25일 : 오성고등학교 설립인가, 초대 교장 이갑성 선생 취임
- 1954년 3월 2일 : 개교 및 입학식 거행 (신입생 282명)
- 1964년 2월 15일 : 학교법인 오성학원 설립인가 (법인 명칭 변경)
- 1990년 7월 22일 : 학교 이전 (수성동 1가 96에서 만촌동 1070으로)
- 1999년 3월 2일 : 교명 개칭 (五成을 五星으로) 및 교표 변경
- 1999년 9월 27일 : 현운관 玄雲館 (강당 및 체육관) 준공
- 1999년 10월 7일 : 제5대 이사장 박기수 선생 취임
- 2002년 10월 16일 : 특별교실 청운관 靑雲館(4층) 준공
- 2005년 2월 16일 : 특별교실 성운관 星雲館(2층) 준공
- 2011년 6월 8일 : 특별교실 상운관 祥雲館(2층) 준공
- 2017년 3월 1일 : 제13대 교장 박민수 선생 취임
- 2020년 12월 28일 : 제55회 졸업식 (졸업생 198명, 총 18,016명)
- 2021년 3월 2일 : 2021학년도 입학식
- 2023년 3월 1일 : 제14대 교장 최송호 선생 취임

## 학교 위치
- 1954년 3월 2일 ~ 1990년 7월 22일 : 수성구 신천동로 380 (수성동1가 / 現 우방오성타운)
- 1990년 9월 1일 ~ (현재) : 수성구 달구벌대로522길 78 (만촌동)

## 참고 자료
- 오성고등학교 - 한국교육학술정보원 학교알리미